# Singapores natur
Singapores natur består først og fremmest af en række naturreservater og parker, og 63 øer, herunder Singapores hovedø Pulau Ujong. Det højeste naturlige punkt er bakken Bukit Timah med 166 m. Da byen blev grundlagt bestod området hovedsageligt af mangrovesump og tropisk lavlands-regnskov, og i begyndelsen voksede byen kun langsomt. Senere tog byudviklingen fart, og ved selvstændigheden i 1965 stod det klart, at den tilbageværende natur kun kunne bevares ved at blive beskyttet (fredet eller på anden vis). Det tropiske regnskovsklima viser sig tydeligt overalt i byen. I naturreservater og parker viser det sig f.eks. ved en forekomst af de meget store tropiske træer i familien Dipterocarpaceae, masser af epifytter så som bregner og orkideer, den vedvarende lyd fra cikader, en lang række tropiske fugle, og hist og her støder man på aber, der også kan dukke op i parkerne.

## Klima
Singapore har tropisk regnskovsklima uden særlige årstider. Dets klima er kendetegnet ved ensartet temperatur og lufttryk, høj luftfugtighed og store nedbørsmængder. Temperaturerne varierer fra 22 °C til 34 °C. I gennemsnit er den relative luftfugtighed omkring 90% om morgenen og 60% om eftermiddagen. Ved langvarig kraftig regn når den relative luftfugtighed ofte op på 100%.

## Naturområder
Omkring 23% af Singapores landarealer består af skov- og naturreservater. Urbanisering har fjernet mange tidligere områder med regnskov. I dag er Bukit Timah Nature Reserve det eneste overlevende område med primær regnskov, men flere steder er regnskoven vokset op igen efter at et område blev beskyttet, f.eks i det store Central Catchment Reserve. En række parker er fastholdt med menneskelig indgriben, såsom Singapore Botanic Gardens.
Naturen i Singapore kan groft sagt inddeles i følgende kategorier
- Botaniske haver: Singapore Botanic Gardens, Gardens by the Bay
- Områder med tropisk regnskov: Bukit Timah Nature Reserve, Central Catchment Reserve, Pulau Ubin og yderligere nogle områder
- Områder med Mangrove: Labrador park, Sungei Buloh Wetland Reserve og Pulau Ubin
- Utallige andre parker og mindre naturområder, hvoraf mange har en betydelig forekomst af forskellige træer, buske og fugle

Alle områderne bestyres af National Parks Board, men den botaniske have har udover sit eget område særligt ansvar for Bukit Timah Nature Reserve og Gardens by the Bay.

## Flora
Som i enhver tropisk regnskov forekommer en række meget store træer, bl.a. fra Singrøn-familien (Apocynaceae), Dipterocarpaceae, Ærteblomst-familien (Fabaceae), Katost-familien (Malvaceae) og flere andre. En hel del af disse trives rimeligt, men for den store Shorea gratissima har det vist sig at der ikke kommer nogen nye træer til, uden at man dog kender nogen forklaring på dette.
Blandt buske finder man en del med smukke blomster, f.eks. Frangipani og Bougainvillea. Der forekommer også en lang række palmer, f.eks. Bananplante.
I skovbunden finder man bl.a. en lang række af vores almindelige stueplanter så som guldranke, Monstera og Dieffenbachia. Den i Danmark sjældent sete slægt Selaginella ses næsten overalt, og vokser som ukrudt.
Endelig er der et meget stort antal epifytter, herunder flere forskellige slags bregner, bl.a. meget store Asplenium, og en lang række forskellige orkideer, f.eks. Dendrobium crumenatum. Desuden forekommer flere hængende arter fra Ulvefod-familien.

## Fauna
Singapore har 65 forskellige arter af pattedyr, 390 fugle-arter, 110 forskellige slags reptiler, 30 padde-arter, mere end 300 sommerfugle-arter, 127 guldsmede  og over 2.000 registrerede arter af havdyr.
Blandt leddyr forekommer bl.a. tusindben, tømrerbier, cikader (som konstant kan høres meget tydeligt) og kæmpemyrer (Camponotus gigas). Blandt edderkopper forekommer bl.a kæmpehjulspinderen Nephila pilipes. Der findes også en del slanger, en art ferskvandskrabbe og en lang række forskellige fugle. Blandt pattedyr forekommer forskellige slags egern, skældyr, flyvende lemurer og en pæn bestand af makakaber.
Central Catchment Reserve og det nærliggende Bukit Timah Nature Reserve samt øerne Pulau Ubin og Pulau Tekong er de vigtigste områder for især større dyr, men f.eks. fugle, egern og varaner støder man også på i byens parker. Det er også i disse områder at man har den største chance for at møde aber, som man i øvrigt skal omgå med forsigtighed og som det er strengt forbudt at fodre.